# Gelatoporia
Gelatoporia — рід грибів родини мерулієві (Meruliaceae). Назва вперше опублікована 1985 року.

## Класифікація
До роду Gelatoporia відносять 4 види:
- Gelatoporia dichroa
- Gelatoporia griseoincarnata
- Gelatoporia pannocincta
- Gelatoporia subvermispora